# Chalybeothemis
Chalybeothemis es un género de libélulas perteneciente a la familia Libellulidae. Incluye tres especies nativas del sureste asiático:
- Chalybeothemis chini Dow, Choong & Orr, 2007[1]
- Chalybeothemis fluviatilis Lieftinck, 1933[2]
- Chalybeothemis pruinosa Dow, Choong & Orr, 2007[1]